# Rhithrogena tibialis
Rhithrogena tibialis is een haft uit de familie Heptageniidae. De wetenschappelijke naam van de soort is voor het eerst geldig gepubliceerd in 1920 door Ulmer.
De soort komt voor in het Palearctisch gebied.